# گمینا سوشنگه
گمینا سوشنگه (به لهستانی:  Gmina Sośnie) یک گمینا در لهستان است که در شهرستان اوستروف ویلکوپولسکی واقع شده‌است. گمینا سوشنگه ۱۸۷٫۴۶ کیلومتر مربع مساحت و ۶٬۶۲۵ نفر جمعیت دارد.